# 72 Seasons
72 Seasons è l'undicesimo album in studio del gruppo musicale statunitense Metallica, pubblicato il 14 aprile 2023 dalla Blackened Recordings.

## Descrizione
In un'intervista con la rivista australiana The Music's Official Podcast nel marzo 2019, il bassista Robert Trujillo ha dichiarato che i Metallica avevano iniziato a registrare nuovo materiale per un seguito a Hardwired... to Self-Destruct, spiegando di essere «entusiasta del prossimo disco perché credo che sarà anche il culmine dei due dischi precedenti e di un altro viaggio. Non mancano le idee originali, questa è la bellezza di essere in questa band». Il mese seguente il chitarrista Kirk Hammett, intervistato dalla rivista australiana Mixdown, ha aggiunto che il gruppo sarebbe entrato in studio di registrazione al termine del WorldWired Tour e ha rivelato di avere a disposizione molto materiale per l'undicesimo disco, contrariamente a quanto accaduto con Hardwired... to Self-Destruct, che non presenta alcun contributo del chitarrista a seguito della perdita del suo telefono all'aeroporto di Copenaghen nel 2014 contenente riff e idee varie per quest'ultimo album.

Riguardo al significato del titolo, il frontman James Hetfield ha spiegato:

## Tracce
Testi e musiche di James Hetfield e Lars Ulrich, eccetto dove indicato.
1. 72 Seasons – 7:39 (James Hetfield, Lars Ulrich, Kirk Hammett)
2. Shadows Follow – 6:12
3. Screaming Suicide – 5:30 (James Hetfield, Lars Ulrich, Robert Trujillo)
4. Sleepwalk My Life Away – 6:56 (James Hetfield, Lars Ulrich, Robert Trujillo)
5. You Must Burn! – 7:03 (James Hetfield, Lars Ulrich, Robert Trujillo)
6. Lux æterna – 3:22
7. Crown of Barbed Wire – 5:49 (James Hetfield, Lars Ulrich, Kirk Hammett)
8. Chasing Light – 6:45 (James Hetfield, Lars Ulrich, Kirk Hammett)
9. If Darkness Had a Son – 6:36 (James Hetfield, Lars Ulrich, Kirk Hammett)
10. Too Far Gone? – 4:34
11. Room of Mirrors – 5:34
12. Inamorata – 11:10

## Formazione
Hanno partecipato alle registrazioni, secondo le note di copertina:
Gruppo
- James Hetfield – chitarra, voce
- Lars Ulrich – batteria
- Kirk Hammett – chitarra
- Robert Trujillo – basso

Produzione
- Greg Fidelman – produzione, missaggio
- James Hetfield – produzione
- Lars Ulrich – produzione
- Jim Monti – ingegneria del suono
- Sara Lyn Killion – ingegneria del suono
- Jason Gossman – ingegneria del suono aggiuntiva, montaggio
- Dan Monti – montaggio
- Kent Matcke – assistenza all'ingegneria
- Bob Ludwig – mastering
- David Turner – grafica, direzione artistica
- Jamie McCathie – grafica, direzione artistica
- Ian Conklin – grafica, direzione artistica
- Stan Musilek – copertina, fotografia oggetti
- Lee Jeffries – ritratto gruppo

## Successo commerciale
72 Seasons ha debuttato al 2º posto nella Billboard 200, accumulando nella prima settimana di pubblicazione 146 000 unità equivalenti, di cui 134 000 derivanti dalle vendite fisiche. Si tratta del primo album di inediti dei Metallica a non debuttare in vetta alla classifica da ...And Justice for All – se si esclude l'album collaborativo Lulu con Lou Reed – interrompendo la serie consecutiva di sei dischi del gruppo al numero uno. Nel Regno Unito ha invece debuttato in vetta alla Official Albums Chart, diventando il quarto album del gruppo a riuscirci dopo Metallica, Load e Death Magnetic, oltre che il loro primo in quindici anni.

## Classifiche

### Classifiche settimanali
| Classifica (2023)          | Posizione massima |
| -------------------------- | ----------------- |
| Australia                  | 1                 |
| Austria                    | 1                 |
| Belgio (Fiandre)           | 1                 |
| Belgio (Vallonia)          | 1                 |
| Canada                     | 1                 |
| Croazia                    | 1                 |
| Danimarca                  | 1                 |
| Finlandia                  | 1                 |
| Francia                    | 1                 |
| Germania                   | 1                 |
| Giappone                   | 5                 |
| Grecia                     | 1                 |
| Irlanda                    | 1                 |
| Islanda                    | 4                 |
| Italia                     | 3                 |
| Lettonia                   | 5                 |
| Lituania                   | 25                |
| Norvegia                   | 2                 |
| Nuova Zelanda              | 1                 |
| Paesi Bassi                | 1                 |
| Polonia                    | 1                 |
| Portogallo                 | 1                 |
| Regno Unito                | 1                 |
| Regno Unito (rock & metal) | 1                 |
| Repubblica Ceca            | 3                 |
| Slovacchia                 | 5                 |
| Spagna                     | 2                 |
| Stati Uniti                | 2                 |
| Stati Uniti (hard rock)    | 1                 |
| Stati Uniti (rock)         | 1                 |
| Svezia                     | 1                 |
| Svizzera                   | 1                 |
| Ungheria                   | 1                 |

### Classifiche di fine anno
| Classifica (2023) | Posizione |
| ----------------- | --------- |
| Portogallo        | 10        |
| Slovacchia        | 6         |
| Spagna            | 53        |
| Ungheria          | 62        |